# Acalolepta flavithorax
Acalolepta flavithorax là một loài bọ cánh cứng trong họ Cerambycidae.